# Fútbol Club Santa Rosa
El Fútbol Club Santa Rosa es un club de fútbol hondureño con sede en la ciudad de La Masica, Departamento de Atlántida. Actualmente juega en la Liga de Ascenso.

## Historia
Fue fundado en 1936 en el pueblo de La Masica.

### Épocas de Oro
En las décadas de los años 1980, 1990 & 2000 a los jugadores del Santa Rosa F. C. se les consideró como la época y generación de jugadores de oro. Cabe detallar las veces en que fueron campeones departamentales en dichas épocas del siglo XX. En el Siglo XXI, Tricampeones departamentales en el 2008, 2009 & 2010 bajo la dirección de Luis Manuel Rosales.

### A Segunda División
En 2019 (junio), el Real Club Deportivo España cede al Santa Rosa F. C. la categoría de Segunda División, puesto que antes ocupaba la Ensenada F. C. Actualmente disputa la Liga de Ascenso de Honduras en el Grupo A.

## Estadio
Juega en el Estadio Roger Ortega con capacidad para alrededor de 5,000 personas y cuenta con iluminación para partidos nocturnos.

## Uniforme
- Uniforme titular: Camiseta amarilla, pantalón amarillo, medias amarillos.
- Uniforme alternativo: Camiseta roja con cuadros blancos, pantalón rojo, medias rojas.

### Indumentaria y Patrocinadores
| Período         | Proveedor  |
| --------------- | ---------- |
| 2024 - Presente | Nova Sport |

| Período         | Patrocinador                                          |
| --------------- | ----------------------------------------------------- |
| 2024 - Presente | Molinero's Enred Repuestos Génesis Finca La Bendición |

## Afición
Su Afición siempre lo sigue, al ser un club con jugadores meramente locales.